# Nelly Alves de Almeida
Nelly Alves de Almeida (Jaraguá, 1.º de outubro de 1916 – Goiânia, 5 de dezembro de 1999) foi uma escritora e professora brasileira. Junto com Rosarita Fleury e Ana Braga Machado Gontijo, fundou a Academia Feminina de Letras e Artes de Goiás em 1969–1970.

## Biografia
Fez os primeiros estudos no Colégio Santana de Goiás. Bacharelou-se em Línguas Neolatinas pela UCG, dedicando-se ao magistério. Membro titular e cofundador da Academia Feminina de Letras e Artes de Goiás (AFLAG), tomou posse na AFLAG em 9 de novembro de 1970. Seu currículo e um trabalho, em área literária, estão publicados no Anuário 1970. Acadêmica atuante, participou de quase todos os anuários, com crônicas ou trabalhos de análise filológica, atividade em que se especializou, ao longo de sua vida. Faz parte do Museu de Imagem e Som da AFLAG. Foi vice-presidente da Academia até 1994, quando, por problemas de saúde, afastou-se da Diretoria.
Foi membro da União Brasileira de Escritores - Seção de Goiás, da Academia Goiana de Letras, da Associação Goiana de Imprensa e do Instituto Histórico e Geográfico de Goiás. Recebeu inúmeros diplomas, medalhas e troféus, que se encontram em seu memorial, na AFLAG. Emprestou seu nome a auditórios, salas e bibliotecas.